# YJ-7
YJ-7 (Hán Việt: Ưng Kích 7; tiếng Trung: 鹰击-7; bính âm: yingji-7; nghĩa đen 'Đại bàng tấn công 7') là một loại tên lửa chống hạm cận âm được thiết kế và sản xuất bởi Tập đoàn Khoa học và Công nghiệp Hàng không Vũ trụ Trung Quốc (CASIC). Phiên bản xuất khẩu của YJ-7 có tên là C-701.

## Lịch sử
Tên lửa C-701 phiên bản dẫn đường bằng radar được Tổng công ty Xuất nhập khẩu Máy móc Chính xác Trung Quốc (CPMIEC) trưng bày tại Triển lãm Hàng không và Vũ trụ Quốc tế Trung Quốc năm 2004. Mặc dù tên lửa được phát triển bởi Tập đoàn Khoa học và Công nghiệp Hàng không Vũ trụ Trung Quốc (CASIC), nhưng Tổ chức Công nghiệp Hàng không Iran (IAIO) tuyên bố xem C-701 như một chương trình quốc gia của nước này.
Tháng 4 năm 2006, có thông tin cho biết tên lửa C-701 dẫn đường bằng radar đã được bắn trong cuộc tập trận quân sự của Iran.

## Biến thể
YJ-7
Phiên bản đầu tiên.
C-701 AR
Phiên bản xuất khẩu với đầu dò radar chủ động.
C-701T
Phiên bản xuất khẩu với đầu dò quang điện tử.
FL-10
"Phiên bản giá rẻ hơn" của C-701.
Kowsar
Phiên bản C-701 của Iran.

## Quốc gia sử dụng
Iran

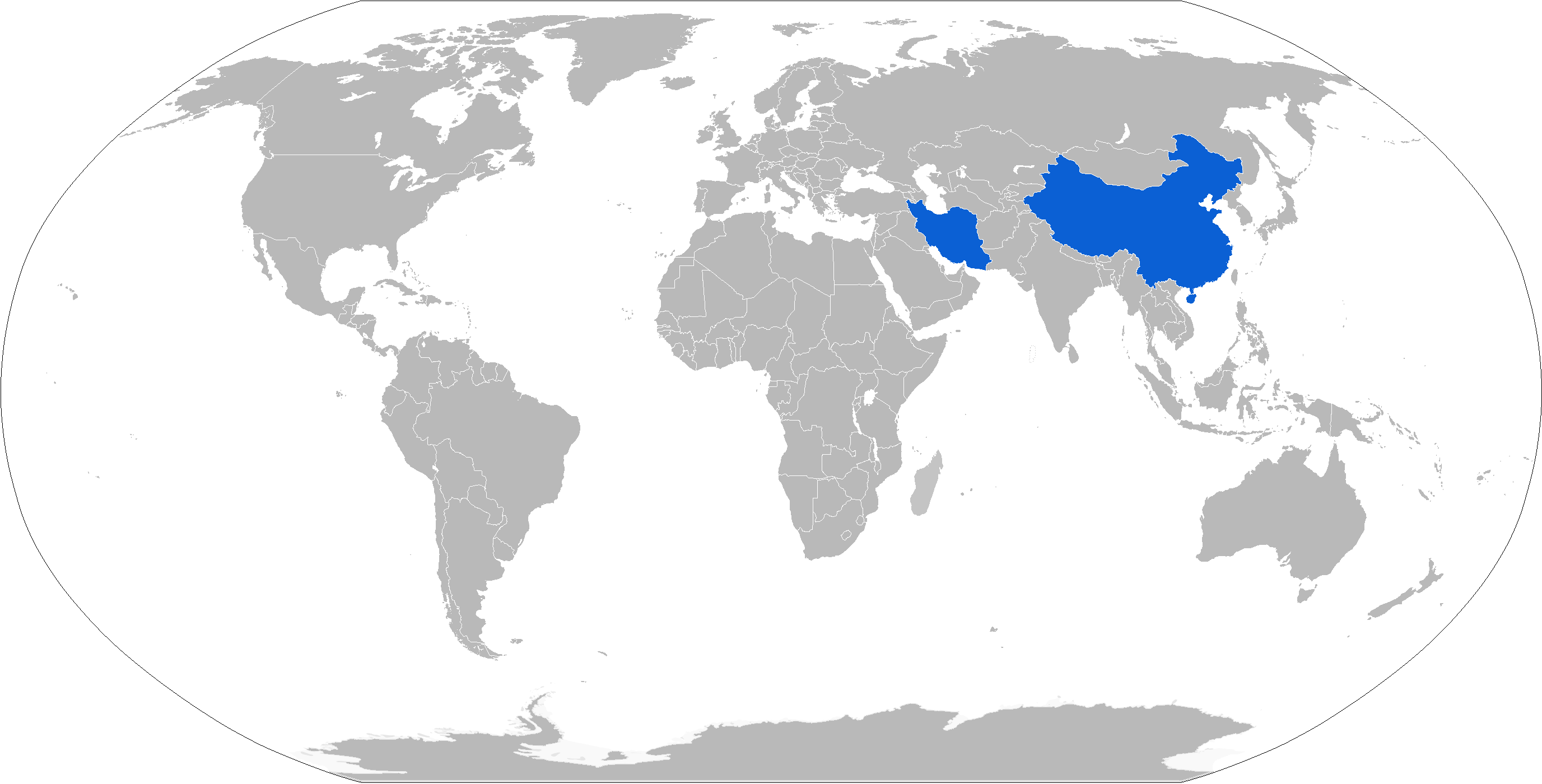
Bản đồ các nước sử dụng tên lửa C-701 được đánh dấu màu xanh

- Quân đội Iran: C-701 và Kowsar (trang bị cho tàu tuần tra,[7] lực lượng phòng thủ bờ biển[8])

 Trung Quốc
- Hải quân Trung Quốc: YJ-7 (trang bị cho trực thăng Harbin Z-8 và Z-9C)[9]